# ロービング・パフォーマンス

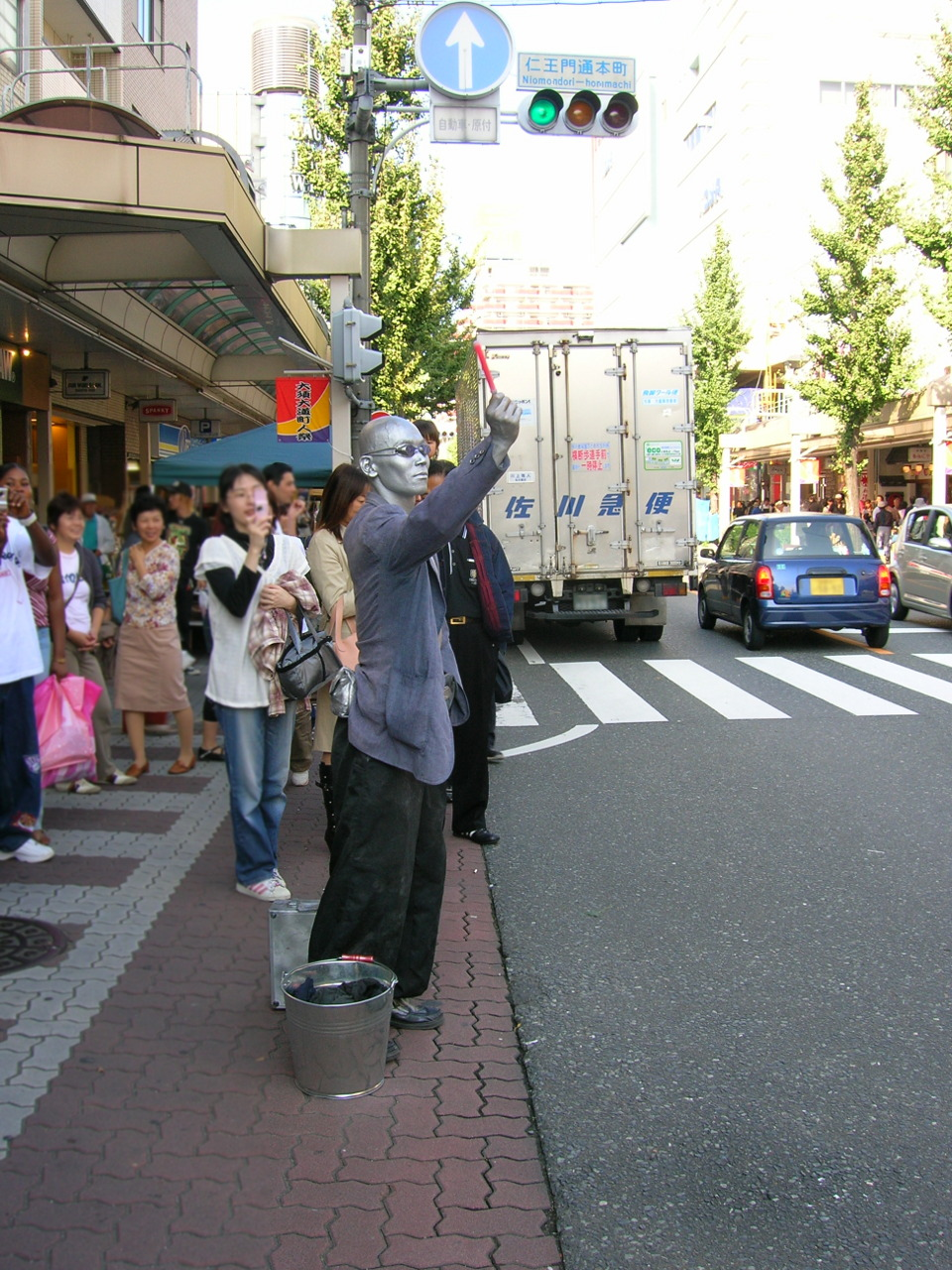
大須の交差点でパフォーマンスを行なう un-pa

ロービング・パフォーマンス（英: Roving performance）とは、パフォーマンスの一種。単にロービングとも。
英語で放浪者を意味する Rover に由来する呼称で、固定された舞台ではなく、施設内や路上などを常に移動しながら行うことから、回遊型パフォーマンスとも呼ばれる。移動した先々で、その周辺にいる通行人などを観客とする、一種のサプライズ形式のスタイルをとる。